# Cristina Radu
Cristina Radu (24 mei 1991) is een Roemeens langebaanschaatsster en wielrenster.
In 2012 werd Radu de Roemeens nationaal kampioen allround, ook won ze dat jaar de nationale titels op de 500, 1000 en 3000 meter. Verder deed ze in 2007, 2009 en 2010 mee aan de wereldkampioenschappen schaatsen junioren.

## Records

### Persoonlijke records[3]
| Afstand    | Tijd    | Datum            | Baan    |
| ---------- | ------- | ---------------- | ------- |
| 500 meter  | 42,05   | 17 december 2011 | Inzell  |
| 1000 meter | 1.23,02 | 13 maart 2010    | Moskou  |
| 1500 meter | 2.06,82 | 4 november 2011  | Calgary |
| 3000 meter | 4.26,53 | 19 november 2011 | Calgary |